# Мушира Хаттаб
Мушира Хаттаб (араб.  مشــيرة محـمود خطـاب ‎) — египетский правозащитник и общественный деятель, бывший политик и дипломат. С 2009 по 2011 года занимала пост министра по делам семьи и населения Египта. До назначения главой министерства работала помощником министра иностранных дел по международно-культурным связям. Возглавляла Национальный совет по детству и материнству — самый высокий национальный орган по делам детей и женщин в Египте.
В качестве посла представляла Египет в Южно-Африканской Республике, в Чехословакии (ЧСФР), а затем в двух новообразовавшихся Чешской и Словацкой Республиках. Состояла на дипломатической службе МИД Арабской Республики Египет в диппредставительствах Австралии, Венгрии, Австрии, а также в ООН в Нью-Йорке и в Вене. Широко известна в международном сообществе как активист и борец за права человека, отстаивающий в частности права детей и женщин, бывший председатель Комитета ООН по правам ребёнка, штаб-квартира в Женеве.
19 июля 2016 года премьер-министр Египта Шериф Исмаил анонсировал госпожу Муширу Хаттаб как официального кандидата на пост Генерального директора ЮНЕСКО на предстоящих выборах в 2017 году.

## Образование
Мушире Хаттаб присвоена ученая степень доктора философских наук (Ph.D) Каирским университетом, Египет (Cairo University,Egypt). Защитила диссертацию по теме «Общие меры по осуществлению Конвенции о правах ребенка — египетские перспективы».
Магистра искусств (M.A) получила в Университете Северной Каролины в Чапел-Хилл, США (University of North Carolina at Chapel Hill, USA) на факультете международных отношений.
Степень бакалавра искусств присвоена Каирским университетом (Египет), факультет политических и экономических наук.

## Карьера дипломата
Первый посол представлявший республику Египет в ЮАР в период правления Нельсона Манделы. Посол АРЕ в Чехословакии в период мирного распада федеративного государства, а впоследствии одновременно в обеих республиках Чехии и Словакии. Завершила свою дипломатическую карьеру как помощник министра иностранных дел по международно-культурным связям. Выполняла дипломатическую миссию в Будапеште, Вене и Мельбурне. Работала в штаб-квартирах ООН в Нью-Йорке и ЮНИДО (Организация Объединённых Наций по промышленному развитию) в Вене.

## Карьера министра
С марта 2009 по февраль 2011 года госпожа Мушира Хаттаб занимала должность министра по делам семьи и населения Египта.
В 2005—2011 гг. заместитель председателя Международного бюро по правам ребёнка (International Bureau for Children’s Rights, «IBCR»), неправительственной организации расположенной в Монреале, Канада.
Представляла страны Ближнего Востока и Северной Африки (MENA) в совете правления международной организации «Линия помощи детям» (Child Helpline International) .
Председатель регионального комитета по Ближнему Востоку и Северной Африки (страны MENA) и Египетского национального комитета по вопросам насилия в отношении детей (исследование Генерального секретаря по вопросу о насилии в отношении детей) .
2002—2010 гг. — заместитель председателя Комитета ООН по правам ребёнка, постоянный член и докладчик.
2008 г. — член совета ООН по борьбе с торговлей людьми, в том числе и детей; ГИБТЛ-ООН-Вена (United Nations Global Initiative to Fight Human Trafficking).
2005 г. — возглавляла межправительственную рабочую группу по разработке Руководящих принципов и рекомендаций по вопросам правосудия в отношении детей, ставших жертвами и свидетелями преступлений, принятых ЭКОСОС (Экономический и Социальный Совет ООН).
2008—2011 гг. — заместитель председателя международной организации «Aфлатун» ("Aflatoun") по финансовому и социальному образованию для детей (Амстердам).

## Международный докладчик
С 2011 года посол Хаттаб выступает активным участником и докладчиком на международных площадках, обсуждая ключевые события и проблемы в области развития прав детей и женщин. Обладая репутацией и профессиональным опытом, как в международной дипломатии так и в роли правозащитника, регулярно участвует в международных дискуссиях и обсуждениях, связанных с проблемами социального и человеческого развития.
2011—2014 гг. — эксперт и преподаватель программы «Женщина на государственной службе», основанной госсекретарем США.
2011 г. — посещающий преподаватель в области прав человека в университете для иностранцев в Перудже в Италии.
2012 г. — посещающий профессор в сфере государственной политики в Международном центре поддержки ученых Вудро Вильсона в Вашингтоне
Госпожа Хаттаб имеет длинный послужной список в разных сферах, в том числе вопросах образования и культуры. В декабре 2013 года вошла в пятерку главных активисток в сфере прав человека на Ближнем Востоке и в Северной Африке.

## Кандидат на пост Генерального Директора ЮНЕСКО
19 июля 2016 года премьер-министр Египта официально представил госпожу Муширу Хаттаб как кандита на пост Генерального директора ЮНЕСКО на предстоящих выборах в 2017 году.
Заявление было оглашено на фоне Египетского музея, в центре Каира, символизирующего древнейшую культуру и богатое наследие Египта. Место было выбрано не случайно, а с целью подчеркнуть давнюю и прочную связь страны как одного из членов-основателей и первых партнеров ЮНЕСКО. В истории страны уже был совместный опыт работы с международной организацией по перемещению храмов Абу-Симбел в 1964 году при поддержке многочисленных партнеров .
Кандидатура Муширы Хаттаб была одобрена на 27-м саммите Африканского союза, состоявшейся в Кигали от 10-18 июля 2016.

## Награды и премии
Посол Хаттаб является обладателем международных наград, присвоенных за огромный вклад и достижения в сфере образования и культуры, социально-человеческого развития:
- 2010 г. — Кавалер Большого креста Ордена «За заслуги перед Итальянской Республикой».
- 2008 г. — Лауреат Международной женской премии госсекретаря США[англ.].
- 2007 г. — Командор Ордена «За заслуги перед Итальянской Республикой».
- 1999 г. — Орден Доброй Надежды. Вручен Президентом Южно-Африканской Республики (орден самого высокого порядка, к которому может быть предоставлен иностранный гражданин)[6].